# 王瓚 (岳池縣知縣)
王瓚（？—？），字良器，湖廣沔陽州人，明朝政治人物。

## 生平
成化年間任岳池縣知縣。